# 章梓雄
章梓雄（1944年11月—2007年6月13日），中国流体力学家，香港工程科学院院士，中国科学院院士（2003年）。 

## 生平
1944年11月生于上海，原籍浙江鄞县。
1965年，毕业香港珠海书院。
1967年，获加拿大萨斯喀彻温大学硕士学位。1971年，获美国加州理工学院博士学位。1971年~1978年，先后任美国加州理工学院、英国剑桥大学担任高级研究员、高级访问学者。
1978年~1981年，任美国衣阿华大学副教授、教授。
1991年，任香港大学教授。1991年~1999年，任香港大学机械工程系主任，香港大学何东机械工程讲座教授，香港大学非线性力学中心主任。
2005年9月开始任职宁波大学工学院院长。
2007年6月13日于香港去世，享年63岁。

## 学术
章梓雄于流体力学、海洋工程等领域研究成果显著，有以其命名的“章吴常数”，“章氏定理”，“章氏轨迹”和“章氏参数”。